# 默岑
默岑是德国石勒苏益格－荷尔斯泰因州的一个市镇。总面积7.72平方公里，总人口439人，其中男性228人，女性211人（2011年12月31日），人口密度57人/平方公里。